# Walt Disney Concert Hall
Walt Disney Concert Hall – hala koncertowa znajdująca się w Stanach Zjednoczonych w centrum Los Angeles.

## Historia
Sala ma 2293 miejsca i jest siedzibą orkiestry Los Angeles Philharmonic oraz Los Angeles Master Chorale.
Autorem projektu budynku jest amerykański architekt Frank Gehry, będący jednym z głównych przedstawicieli dekonstruktywizmu oraz laureatem nagrody Pritzkera. Projekt ruszył w 1987, a całość została otwarta 23 października 2003 roku.
Koszt projektu oszacowano na 274 miliony dolarów. Większość została sfinansowana przez prywatnych inwestorów i z darowizn, a firma The Walt Disney Company dołożyła około 110 milionów dolarów.
Budynek jest obiektem zainteresowania wielu fotografów ze względu na swoją nowoczesną, metalurgiczną budowę.

## Galeria zdjęć

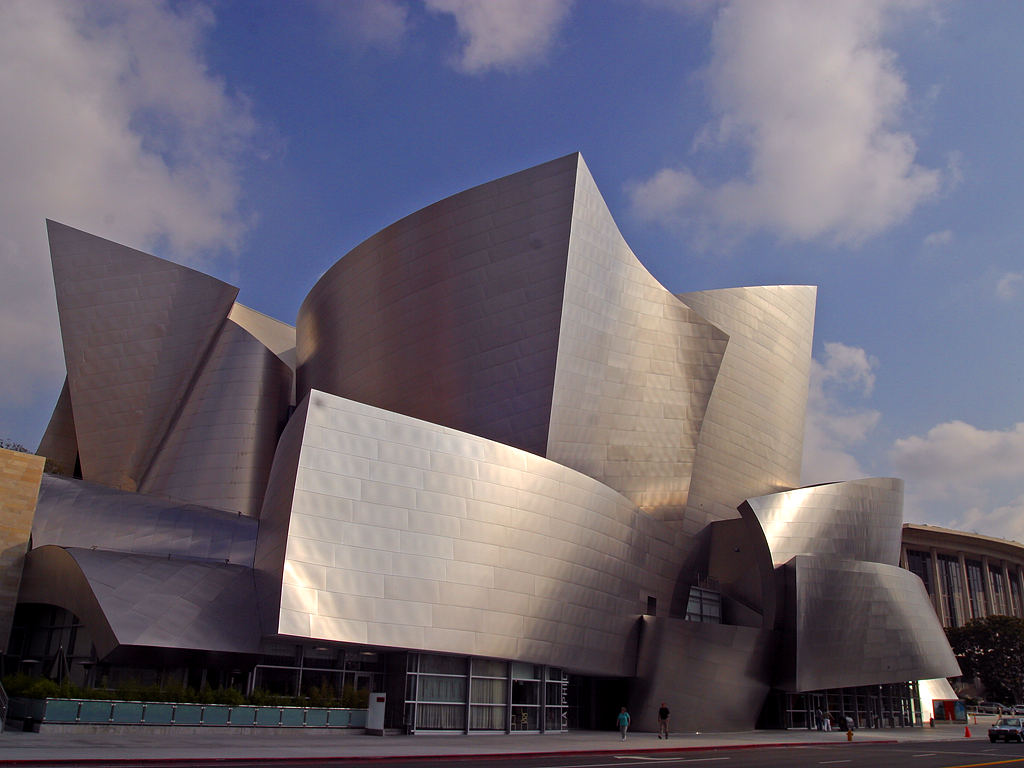
Walt Disney Concert Hall w dzień
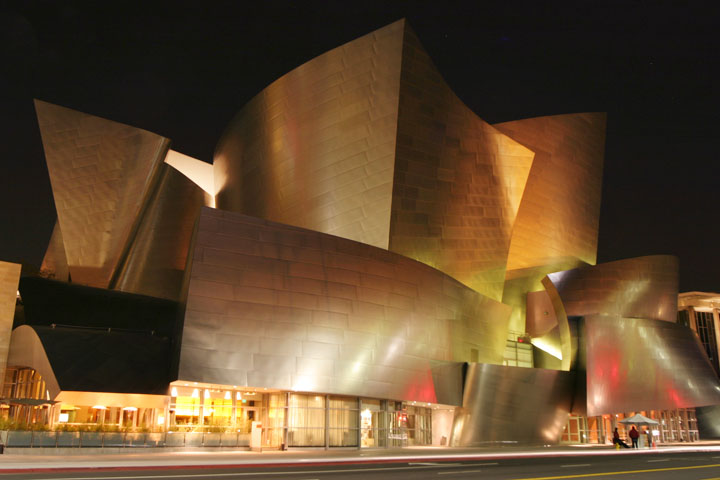
Hala koncertowa w nocy